# Michel Gill

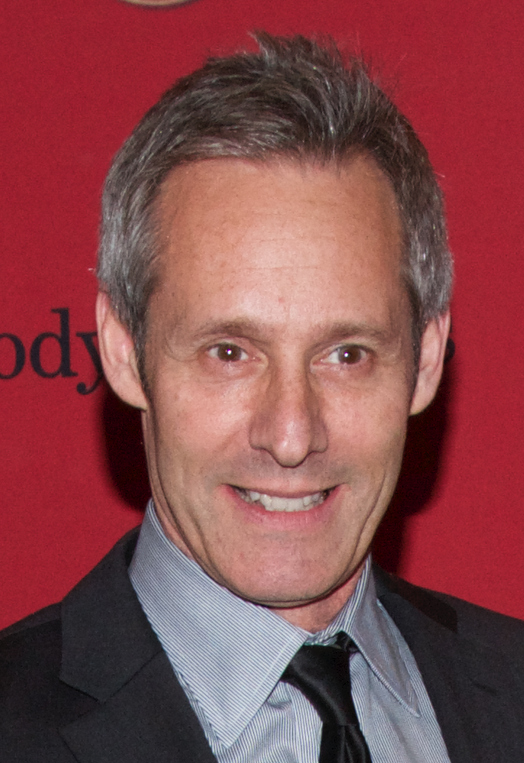
Michel Gill (2014)

Michel Gill (* 16. April 1960 in New York City, New York) ist ein US-amerikanischer Schauspieler.

## Leben
Michel Gill wurde in New York City geboren. Er studierte am Aiglon College, einem renommierten Internat in der Schweiz, besuchte die Tufts University und wechselte daraufhin an die Juilliard School, wo er 1985 absolvierte. Gill ist mit der Schauspielerin Jayne Atkinson verheiratet.
Seinen Durchbruch hatte Gill mit der wiederkehrenden Rolle als US-Präsident Garrett Walker in der Netflix-Serie House of Cards (2013–2016). Von 2015 bis 2017 hatte er eine wiederkehrende Nebenrolle als Gideon Goddard in der Kabelserie Mr. Robot.

## Filmografie
- 1984: Protocol – Alles tanzt nach meiner Pfeife (Protocol)
- 1990: Palermo vergessen (Dimenticare Palermo)
- 1994: L.A. Law – Staranwälte, Tricks, Prozesse (L.A. Law, Fernsehserie, eine Folge)
- 1999: Springfield Story (Guiding Light, Seifenoper, eine Folge)
- 2003: Criminal Intent – Verbrechen im Visier (Law & Order: Criminal Intent, Fernsehserie, eine Folge)
- 2004: Ideal
- 2010: All My Children (Seifenoper, 2 Folgen)
- 2013: Good Wife (The Good Wife, Fernsehserie, eine Folge)
- 2013–2017: House of Cards (Fernsehserie, 25 Folgen)
- 2014: Person of Interest (Fernsehserie, eine Folge)
- 2014: Dangerous Liaisons (Fernsehfilm)
- 2015: Forever (Fernsehserie, eine Folge)
- 2015–2017: Mr. Robot (Fernsehserie, 11 Folgen)
- 2016: Who Killed JonBenét? (Fernsehfilm)
- 2016–2017: The Get Down (Fernsehserie, 7 Folgen)
- 2017: Ray Donovan (Fernsehserie, 6 Folgen)
- 2018: Patient 001
- 2018: Chicago Med (Fernsehserie, 9 Folgen)